# Чусткулле (стадион)
Стадион «Чусткулле» (швед. Tjustkulle) — спортивное сооружение в Ветланде, Швеция. Сооружение предназначено для проведения футбольных матчей в летний период, хоккейных — в зимний. Арену для домашних игр использует команда по хоккею с мячом «Ветланда». Трибуны спортивного комплекса вмещают 1 500 зрителей.
Открыта арена в 1976 году. В матче открытия 21 ноября 1976 года «Ветланда» проиграла команде «Катринехольм» со счётом 3-5.

## Информация
Адрес: Ветланда, Storgatan, 101 (Vetlanda)